# Ascorhynchus extenuata
Ascorhynchus extenuata is een zeespin uit de familie Ascorhynchidae. De soort behoort tot het geslacht Ascorhynchus. Ascorhynchus extenuata werd in 1938 voor het eerst wetenschappelijk beschreven door Calman. 